# Gabel
Gabel er en holstensk-dansk embedsmandsslægt, som blev adlet 1664. Slægten uddøde i 1800.
Slægten føres tilbage til proviantmester i Glückstadt Wulber (Waldemar) Gabel (død 1628), hvis søn, statholder Christoffer Gabel (1617-1673) til Bavelse og Rantzausholm 1664 optoges i adelsstanden. Han var fader til gehejmeråd Valdemar Gabel (1650-1725) til Hvidkilde og Lindskov, til Anne Margrethe Gabel (1651-1678), der ægtede storkansleren, greve Conrad Reventlow (1644-1708), til Armgaard Sophie Gabel (1654-1719), der var gift med stiftamtmand, gehejmeråd Didrik Schult (1644-1704) til Findstrup og Christiansdal, og til vicestatholder Frederik Gabel (død 1708) til Bavelse, Bregentved og Giesegård. Denne var fader til stiftamtmand, gehejmeråd Christian Carl Gabel (1679-1748) til Bregentved, Ringsted Kloster m.m. og til etatsråd Frederik Vilhelm Gabel (død 1732), af hvis børn Anna Ernestine Frederikke Gabel (1714-1748) var gift med gehejmeråd, greve Otto Didrik Schack (1710-1741) til Schackenborg; med etatsråd Frederik Vilhelm Gabels søn, amtmand og deputeret Christian Carl Gabel (1724-1800) til Ringsted Kloster, uddøde mandslinien.